# شكر عرفي
الشكر العرفي هو صرف العبد جميع ما أنعم الله به عليه من السمع والبصر وغيرهما إلى ما خلق لأجله، فبين الشكر اللغوي والشكر العرفي عموم وخصوص مطلق، كما أن بين الحمد العرفي والشكر العرفي أيضا كذلك.

## النسبة بين الحمد العرفي والشكر اللغوي
قيل وبين الحمد العرفي والشكر اللغوي التساوي. وفيه أنَّ نسبة التساوي وسائر النسب إنّما تعتبر بين الشيئين المتغايرين في المفهوم؛ لامتناع نسبة الشي‌ء إلى نفسه بأحدها، ومجرّد التساوي في الصدق في الترادف لا يكفي في تحقّق التساوي ؛ إذ المتساويان هما المفهومان المتّحدان مصداقا، ، والمترادفان ليسا مفهومين وإن اتحدا فيه، فالأقرب سقوط النسبة بينهما عن درجة الاعتبار.